# Hoplitis nasoincisa
Hoplitis nasoincisa är en biart som först beskrevs av Ferton 1914.  Hoplitis nasoincisa ingår i släktet gnagbin, och familjen buksamlarbin. Inga underarter finns listade i Catalogue of Life.